# Niinisaari (ö i Päijänne-Tavastland)
Niinisaari är en ö i Finland. Den ligger i sjön Viilajärvi och i kommunen Heinola i den ekonomiska regionen  Lahtis ekonomiska region  och landskapet Päijänne-Tavastland, i den södra delen av landet, 140 km nordost om huvudstaden Helsingfors. Öns area är 7,7 hektar och dess största längd är 460 meter i sydväst-nordöstlig riktning.